# Mareja reticuliceps
Mareja reticuliceps är en insektsart som beskrevs av Young 1977. Mareja reticuliceps ingår i släktet Mareja och familjen dvärgstritar. Inga underarter finns listade i Catalogue of Life.